# José María Guzmán
José María Guzmán Ibáñez (Santiago de Chile, 1774 — 2 de diciembre de 1860), fue un diputado chileno. 
Hijo de Pedro José Guzmán Quesada y Micaela Ibáñez Ovalle, en 1812 se casó con María del Rosario Arellano Ahumada con quien no tuvo hijos. Tras enviudar, volvió a casarse, en Santiago, el 2 de agosto de 1819, con su prima hermana Margarita Guzmán Fontecilla, con quien tuvo a: Francisco Pío, Esteban Domingo, Ana Mercedes, Pedro, Margarita, Rosa, José María, Juan de la Cruz y Manuela.
Estudió su primera educación en el Convictorio Carolino entre los años 1792 y 1794 y posteriormente en el Seminario de Santiago.
Tuvo una prolongada carrera militar que comenzó en 1809 como capitán de milicias de Colchagua. En 1812 fue segundo comandante de escuadrón de las milicias de San Fernando, posteriormente oficial de las Campañas de la Independencia y en 1819 coronel del ejército. Ese último año también fue nombrado oficial de la Legión del Mérito.
En 1812 se desempeñó como regidor de la ciudad de Santiago y participó en la firma del Reglamento Constitucional de ese mismo año. Posteriormente, fue gobernador intendente de Santiago entre el 20 de noviembre de 1818 al 14 de febrero de 1823. Mientras desempeñaba dicho cargo fue quien recibió la abdicación de Bernardo O'Higgins Riquelme el 28 de enero de 1823.
En 1825 asumió como gobernador de San Fernando.
Integró la Junta de Gobierno del 24 de diciembre de 1829 al 18 de febrero de 1830, junto a José Tomás Ovalle Bezanilla, quien asumió la presidencia, e Isidoro De Errázuriz Aldunate.
Fue propietario de las haciendas Alto Colorado en la zona de Cáhuil y El Tambo, en Malloa.
Fue elegido diputado por Colchagua en las Asambleas Provinciales de Santiago de 1825, que sesionó entre el 3 de septiembre al 8 de octubre de 1825.
Electo diputado suplente por Curicó, período 1831-1834. Se incorporó en reemplazo de Fernando Antonio Elizalde Marticorena quien era el titular y optó por una senaturía.
Electo diputado propietario por Caupolicán, periodo 1834-1837.
Reelecto diputado propietario por Caupolicán, periodo 1840-1843. 